# Trisha Brown
Trisha Brown (25 de novembro de 1936 – 18 de março de 2017) foi uma coreógrafa e bailarina norte-americana, e uma das fundadoras do coletivo artístico de vanguarda Judson Dance Theater e parte integrante do movimento de dança pós-moderna em Nova Iorque (1960-70).
Ela cria em 1970 a companhia de Dança Trisha Brown Dance Company.

## História
Na sua dança, a gestualidade bem como outros aspetos de base como 'andar', o desafio da gravidade, são normalmente presentes e trabalhados de forma conceptual mas também de improvisação estruturada em diferentes contextos. Um movimento fluido e orgânico caracteriza a sua dança, mas também por vezes incomum na sua lógica, usando motivos que levam a uma moldura emocional, poética narrativa entre simplicidade e extrema elaboração. O uso de espaços não convencionais para dança foi uma das suas grandes marcas no início do seu trabalho. As peças mais recentes de Trisha Brown continuam a explorar novos territórios bem como o aspeto colaborativo com outros artistas como Robert Rauschenberg, Laurie Anderson ou Salvatore Sciarrino é presente em várias das suas obras.

## Obras
Coreografias de Trisha Brown:
| - Homemade (1966) - Man Walking Down the Side of a Building (1970) - Floor of the Forest (1970) - Leaning Duets (1970) - Accumulation (1971) - Walking on the Wall (1971) - Roof Piece (1971) - Primary Accumulation (1972) - Group Primary Accumulation (1973) - Structured Pieces II (1974) - Spiral (1974) - Locus (1975) - Structured Pieces III (1975) | - Solo Olos (1976) - Line Up (1976) - Spanish Dance' (1976) - Watermotor (1978) - Accumulation with Talking plus Watermotor (1978) - Glacial Decoy (1979) - Opal Loop (1980) - Son of Gone Fishin' (1981) - Set and Reset (1983) - Lateral Pass (1985) - Newark (1987) - Astral Convertible (1989) - Foray Forêt (1990) - For M.G.: The Movie (1991) - One Story as in falling (1992) - Another Story as in falling (1993) | - If you couldn't see me (1994) - M.O. (1995) - Twelve Ton Rose (1996) - L'Orfeo (1998) - Winterreise (2002) - PRESENT TENSE (2003) - O Zlozony/O Composite (2004) - How long does the subject linger on the edge of the volume... (2005) - I love my robots (2007) - L'Amour au Theatre (2009) - Pygmalion (2010) - I'm Going to Toss My Arms – If You Catch Them They're Yours (2011) - Les Yeux et l'âme(2011) - Rogues (2011) |